# Pealius chinensis
Pealius chinensis là một loài côn trùng cánh nửa trong họ Aleyrodidae, phân họ Aleyrodinae.
Pealius chinensis được Takahashi miêu tả khoa học đầu tiên năm 1941.